# 东水地城址
东水地城址位于大同市云州区许堡乡东水地村西约200米，为第三批大同市文物保护单位。城址建于战国时期，使用至汉朝。城为东西宽455米、南北长550米的长方形，东墙、西墙保存至今，南墙存有墙基，北墙遗失。东墙现存500米长、高3.3米、基宽10.5米的残体，西墙现存部分335米长。文物工作者在城址采集到了战国时期的绳纹陶片、陶豆柄，汉朝的绳纹、方格纹瓦片等文物。根据采集到的文物推测东水地城址最晚建于战国时期。有学者认为这印证了《史记》赵献侯十三年（公元前413年）在今大同附近建平邑城的记载。